# Aristoloche siphon
Aristolochia macrophylla
Espèce
Classification phylogénétique
L'Aristoloche siphon, encore appelée « pipe des Hollandais » (Aristolochia macrophylla), est une espèce de plantes à fleurs de la famille des Aristolochiaceae trouvée aux États-Unis.

## Description

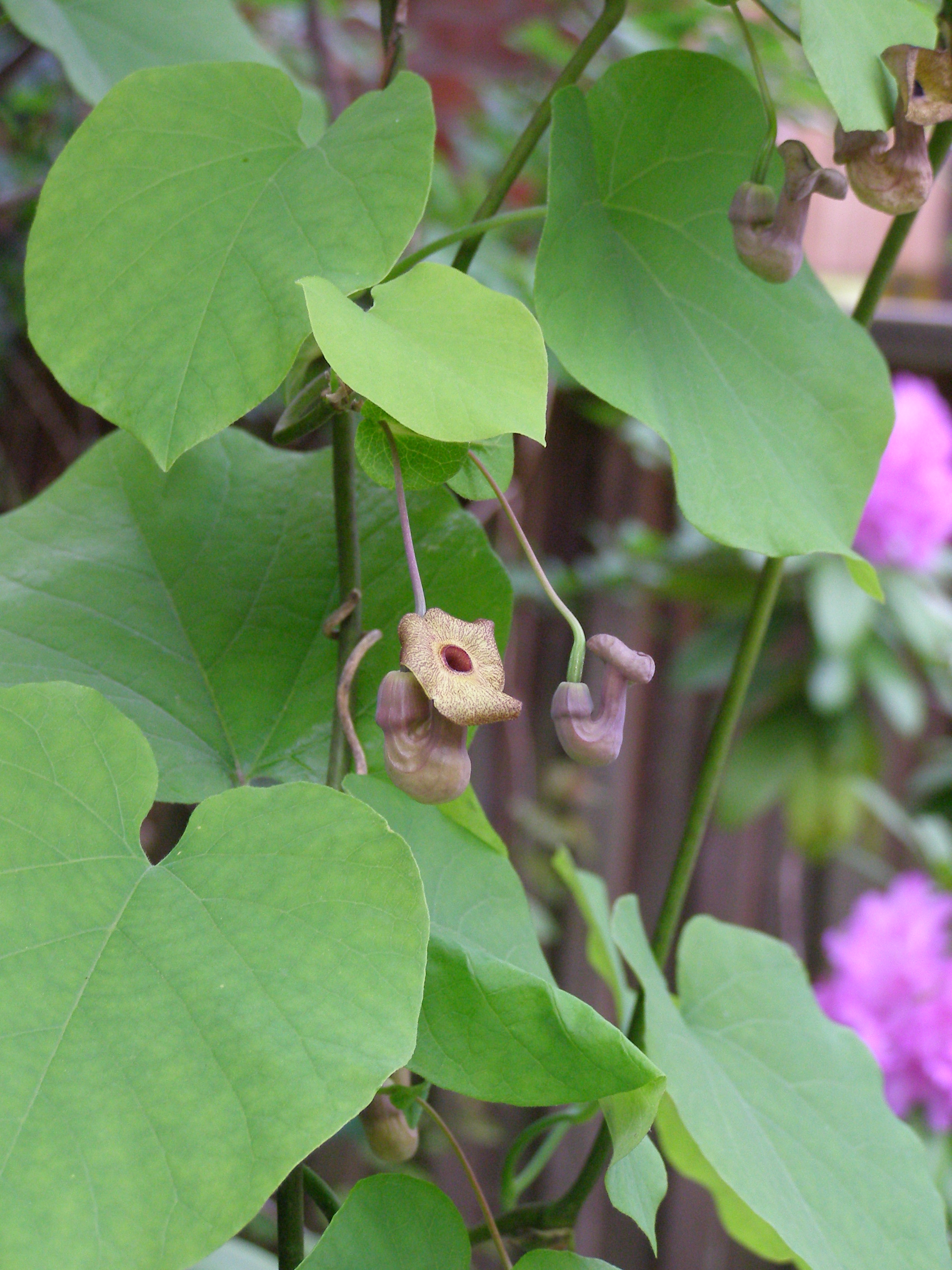
Feuilles et fleurs.

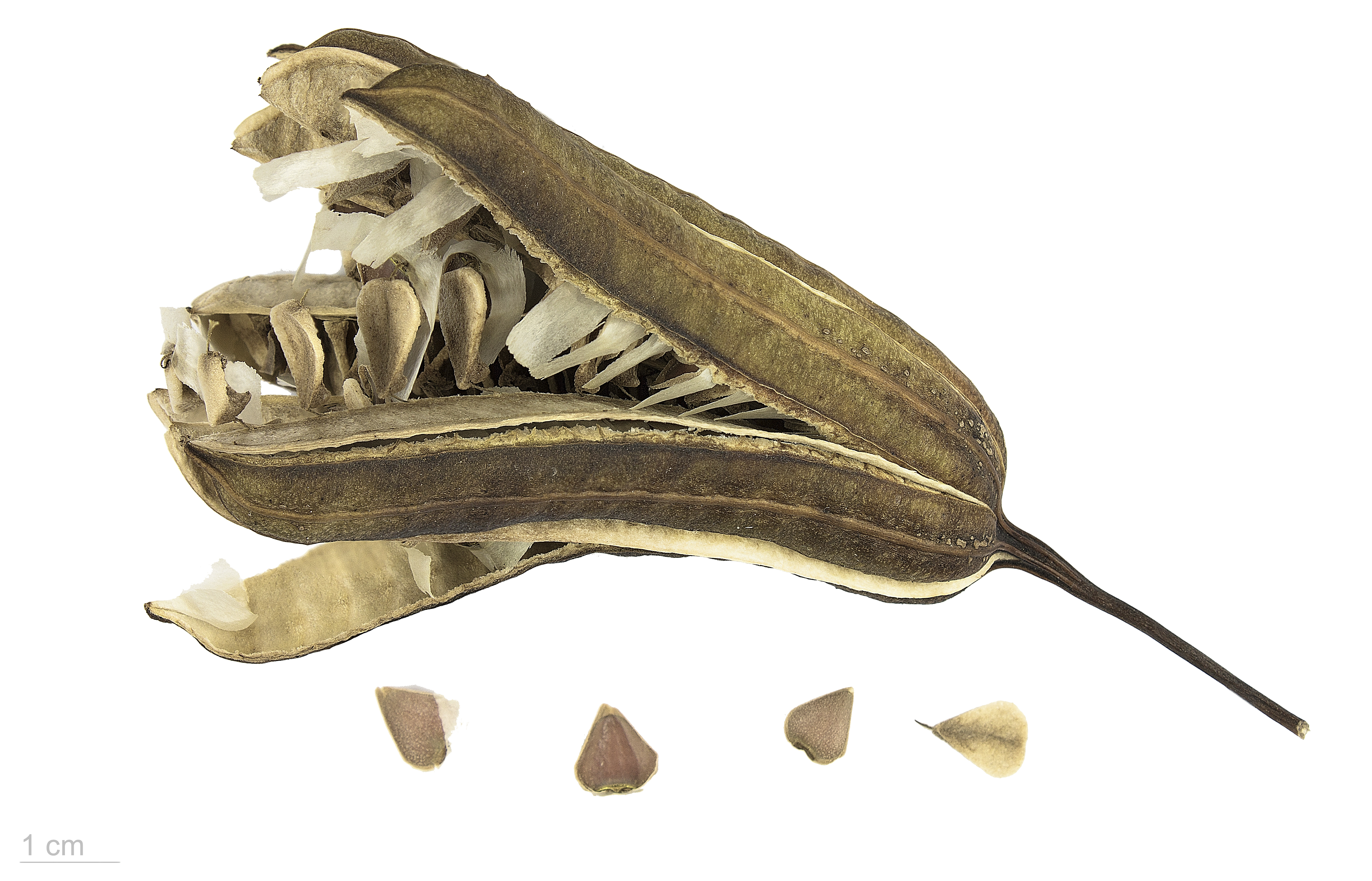
Fruit et graines au Muséum de Toulouse.

C'est une liane ligneuse vigoureuse qui peut atteindre une vingtaine de mètres de long, aux grandes feuilles caduques, cordiformes et aux fleurs brun-pourpre, mouchetées de vert et de jaune. Ces fleurs solitaires se forment à l'extrémité de long pédoncules, leur calice renflé à la base se rétrécit puis se courbe en s'évasant formant trois lobes donnant à la fleur l'allure générale d'une pipe.
Les fruits sont des capsules allongées et cylindriques renfermant de nombreuses graines et elles s'ouvrent par six valves.
C'est une plante que l'on rencontre à l'état naturel dans le massif des Appalaches dans l'est des États-Unis. Au jardin, c'est une plante rustique et couvrante intéressante par son feuillage et la forme surprenante de ses fleurs.

## Caractéristiques
- organes reproducteurs :
  - type d'inflorescence : glomérules
  - répartition des sexes :  hermaphrodite
  - type de pollinisation :  entomogame
  - période de floraison :  mai à septembre
- graine :
  - type de fruit :  capsule
  - mode de dissémination :  barochore
- habitat et répartition :
  - aire de répartition : est des États-Unis